# بن لوئیس (بازیکن فوتبال)
بن لوئیس (انگلیسی: Ben Lewis؛ زادهٔ ۲۲ ژوئن ۱۹۷۷) بازیکن فوتبال اهل بریتانیا است.
از باشگاه‌هایی که در آن بازی کرده‌است می‌توان به باشگاه فوتبال مارگیت، باشگاه فوتبال کولچستر یونایتد، باشگاه فوتبال ساوتند یونایتد، باشگاه فوتبال ولینگ یونایتد، باشگاه فوتبال هیبریج، باشگاه فوتبال مایدستون یونایتد، باشگاه فوتبال گرایس اتلتیک، و باشگاه فوتبال سنت آلبنز سیتی اشاره کرد.